# Обознівка (Кропивницький район)
Обо́знівка — село в Україні, у Катеринівській сільській територіальній громаді Кропивницького району Кіровоградської області. Населення становить 851 осіб.

## Географія
Село Обознівка розташоване на обох берегах річки Грузька, у яку в межах села впадають річки Водяна, Осикувата. Вижче за течією Грузької розташоване село Катеринівка, нижче — місто Кропивницький. Вище за течією річки Водяна лежить село Мальовниче, вище за течією річки Осикувата — село Осикувате. Неподалік від села розташована ботанічна пам'ятка природи «Польовий садок».

## Герб
У лазуровому щиті золоте ступінчасте вкорочене вістря, обтяжене червоним вогненним колесом, яке супроводжується зверху двома срібними рибами.

## Історія
Обознівка заснована у 1770 році.
Станом на 1886 рік у селі Обознівка (Михалиги), центрі Обознівської волості Єлисаветградського повіту Херсонської губернії, мешкала 621 особа, налічувалось 132 дворових господарства, існували православна церква, школа, лавка.
В січні 1918 року тут встановлено Радянську владу.
Перше колективне господарство «Новий світ» організоване 1923 року.

## Населення
Згідно з переписом УРСР 1989 року чисельність наявного населення села становила 1037 осіб, з яких 446 чоловіків та 591 жінка.
За переписом населення України 2001 року в селі мешкало 850 осіб.

### Мова
Розподіл населення за рідною мовою за даними перепису 2001 року:
| Мова       | Відсоток |
| ---------- | -------- |
| українська | 94,95 %  |
| російська  | 4,00 %   |
| білоруська | 0,59 %   |
| молдовська | 0,35 %   |

## Відомі люди
- Вінтенко Борис Михайлович (1927—2002) — заслужений художник України
- Конощенко Андрій Михайлович (1857—1932) — український фольклорист-музикознавець